# Lasioglossum sharpi
Lasioglossum sharpi là một loài Hymenoptera trong họ Halictidae. Loài này được Cockerell mô tả khoa học năm 1946.